# Геліоцентризм

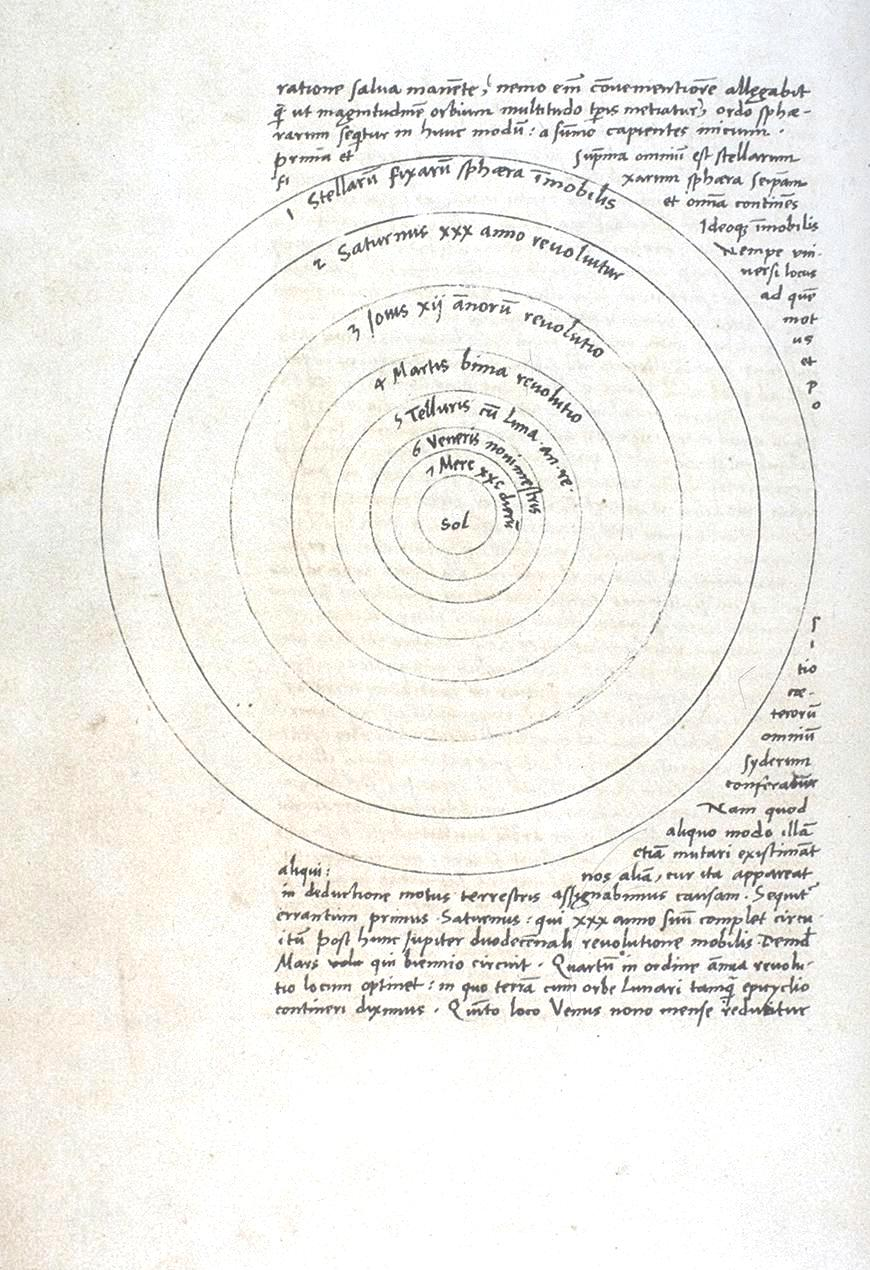
Небесні сфери з рукопису Коперника

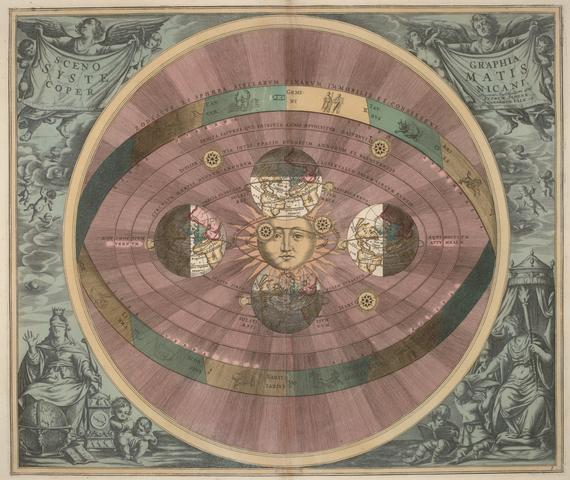
Геліоцентрична система

Геліоцентризм (нижня панель) у порівнянні з геоцентричною моделлю (верхня панель)

Геліоцентри́зм або Геліоцентри́чна систе́ма сві́ту (від грец. ηλιος «сонце» і лат. centrum «осереддя, центр») — вчення в астрономії і філософії, яке ставить Сонце в центр Всесвіту, а навколо нього (точніше, навколо спільного центра мас всієї його системи) обертаються усі тіла в т.ч. планети і зокрема Земля. Протилежне вчення — геоцентризм.
Окремі висловлювання на користь цієї системи містяться у давньогрецького мислителя Аристарха Самоського, середньовічного французького природознавця Орезма, німецького філософа-кардинала пізнього Середньовіччя Миколи Кузанського та інших.
Справжнім творцем геліоцентричної картини світу є Миколай Коперник, який на початку XVI ст. у своїй праці «Про обертання небесних сфер» (лат. De revolutionibus orbium coelestium) (вид. 1543) математично обґрунтував ідею про рух Землі та інших планет навколо Сонця, визначив послідовність розташування планет, обчислив їх відносну віддаленість від Сонця тощо.
Вчення Коперника мало велике значення у розвитку природознавства, його ідеї були розвинуті надалі у працях Джордано Бруно, Галілео Галілея, Й. Кеплера, Ісаака Ньютона та інших. Зокрема, Коперниківську систему було уточнено: Сонце розташоване у центрі не всього Всесвіту, а лише Сонячної системи.
Боротьба вчених за перемогу геліоцентризму, на противагу панівної у Середньовіччі ідеї геоцентризму, означала прогрес науки Нового часу в цілому, зумовила її подальший розвиток.